# Nessun grado di separazione
Nessun grado di separazione (italienisch für „Kein Grad der Trennung“) ist ein Lied der italienischen Sängerin Francesca Michielin, mit dem diese beim Sanremo-Festival 2016 den zweiten Platz erreichte. Es wurde von Michielin zusammen mit Cheope, Federica Abbate und Fabio Gargiulo geschrieben. Unter dem Titel No Degree of Separation präsentierte die Sängerin das Lied in einer italienisch-englischen Version auch beim Eurovision Song Contest 2016.

## Hintergrund
Der Titel des Liedes wurde erstmals am 13. Dezember 2015 bekannt gegeben, als die Teilnehmer des Sanremo-Festivals 2016 angekündigt wurden. Michielin trat nach ihrem X-Factor-Sieg 2012 zum ersten Mal beim Sanremo-Festival an. Sie präsentierte das Lied am zweiten Abend und schaffte es im Finale am 13. Februar 2016 in die Endabstimmung, wo sie mit 30,37 % schließlich auf dem zweiten Platz vor Giovanni Caccamo und Deborah Iurato (26,89 %) und hinter Stadio (42,74 %) landete.
Laut Regelwerk erhielt der Sanremo-Sieger das Recht, Italien beim Eurovision Song Contest zu vertreten. Nachdem Stadio jedoch ablehnten, entschied die RAI, dass Michielin als Zweitplatzierte nachrücken würde. Lange war unklar, ob das Lied beibehalten würde, bis Mitte März endlich festgelegt wurde, dass Michielin beim ESC eine gekürzte Version ihres Sanremo-Beitrags mit einem Refrain in englischer Sprache (Text von Norma Jean Martine) und dem englischen Titel No Degree of Separation singen würde. Diese erschien offiziell am 25. März.

## Text
Das Lied geht thematisch von der soziologischen Theorie der six degrees of separation aus, die besagt, dass alle Menschen weltweit nicht mehr als sechs Beziehungsstränge voneinander entfernt sein können. Im Text, der von Michielin zusammen mit Cheope und Abbate verfasst wurde, wird das Konzept auf emotionale Ebene gebracht, um im Refrain auszusagen, dass trotz großer kultureller Unterschiede letztlich keine Entfernungen und Unterschiede zwischen den Menschen existieren. In den Strophen spricht die Sängerin über ihren Wunsch, sich dem Leben zu öffnen, und lädt ein, die Schubladen eigener Vorurteile und Ängste zu verlassen.

## Chartplatzierungen
In Italien stieg Nessun grado di separazione direkt nach dem Sanremo-Erfolg an der Spitze der FIMI-Charts ein und verdrängte die Sanremo-Sieger Stadio auf den dritten Platz. Für mehr als 100.000 Downloads und Streams wurde das Lied 2017 mit Doppel-Platin ausgezeichnet.
| ChartsChartplatzierungen | Höchstplatzierung | Wochen |
| ------------------------ | ----------------- | ------ |
| Italien (FIMI)           | 1 (18 Wo.)        | 18     |